# Iris longiscapa
Iris longiscapa är en irisväxtart som beskrevs av Carl Friedrich von Ledebour. Iris longiscapa ingår i släktet irisar, och familjen irisväxter. Inga underarter finns listade i Catalogue of Life.